# Fanática FM
Fanática FM foi uma estação de rádio brasileira com sede no município do Rio de Janeiro, capital do estado homônimo, e outorga em São Gonçalo, cidade do mesmo estado. Operava no dial FM 104.5 MHz, sendo pertencente à Fanática Entretenimento, empresa que gerencia artistas musicais e grupos de pagode.

## História
A frequência 104.5 FM era de propriedade do radialista Armando Campos, que a inaugurou no início da década de 1980, se popularizando como Tropical FM. Lançada como uma rádio popular, a emissora passou a ter programação de música orquestrada no final da década de 1990, que não durou muito tempo e foi arrendada à Igreja Universal do Reino de Deus. A 104.5 permaneceu com programação religiosa por 14 anos, sendo que em 2013 sai a Rede Aleluia e entra a Família FM e por um curto período de 2015, os proprietários reassumem a rádio e continuam com a grade evangélica.
Em 14 de agosto de 2015, com o arrendamento da 104.5 FM para o Furacão 2000, a frequência volta a ter programação popular com a estreia da Top Rio FM, que às 20h iniciava sua fase de expectativa no dial. No entanto, o projeto não durou muito tempo e deixou a frequência em maio de 2016.
Enquanto a saída da Top Rio FM era anunciada, foi divulgado que a Fanática Entretenimento iria assumir a frequência, lançando a Fanática FM. Extraoficialmente, o novo projeto iria ter Sérgio Monza como diretor geral. Para a equipe, a emissora convocou locutores das rádios FM O Dia, Rádio Mania, Mix FM Rio de Janeiro e de rádios extintas, como Nativa FM Rio de Janeiro e Beat98. Sua programação iria continuar com o estilo popular, com os sucessos de vários estilos musicais (principalmente pagode, mas contando também com funk carioca, sertanejo, etc). A Fanática FM entrou no ar oficialmente às 14h de 10 de junho de 2016 e tinha em seu quadro inicial de locutores Ricardo Gama, Cabeção, Ricardo Bheringuer, Marcus Vinicius Moreno, Julinho DJ, Dennis DJ, Paulo Roberto e Casé Fernandes.
Assumindo a 104.5 FM, a Fanática FM manteve o crescimento da audiência e se posicionou entre as dez rádios mais ouvidas da região, fato que ocorria desde a entrada da Top Rio FM. No aniversário de 1 ano, a Fanática realizou o Rio Samba Fest, no Estádio do Engenhão. Dividido em dois palcos, o evento teve 12 horas de duração. Na época, o coordenador artístico da emissora, Rafael Oliveira, afirmou: "Conseguimos, nessa época de crise, consolidar uma marca em muito pouco tempo".
No final de março de 2018, a Fanática FM informa aos colaboradores que irá encerrar suas atividades, permanecendo no ar até às 23h59 de 30 de março. Após este horário, a programação foi retirada do ar e sua transmissão voltou para o proprietário da concessão, que colocou no ar a Comunicadora FM. Em 2021, a frequência foi arrendada por um rádio do segmento jovem/pop, a Positividade FM.

## Equipe
Direção Geral:
- Sérgio Monza

Direção Artística:
- Rafael Oliveira

#### Locução
- Fernando Ribeiro (Cabeção)
- Ricardo Gama
- Darla Almeida
- Casé Fernandes
- Cláudia Jones
- Ricardo Bheringuer
- Marcus Vinícius
- Paulo Roberto (Planeta)
- PH
- André Ricardo

DJs:
- Dennis DJ
- DJ Tartaruga
- Julinho DJ

TI:
- Marcelo Reis

Sonoplastia:
- Marcelo Roma

Operação:
- Julinho

Produção:
- Darla Almeida
- Juliana Zurli
- Deborah Lopes

Comercial & Gerencia:
- Patricia Fragoso

Executiva:
- Cida Lopes

Promoção:
- Hugo Lago

Digital:
- Myrella Marinho

Voz Padrão
- Eloy Decarlo

## Cobertura
- Capital: Rio de Janeiro, Zona Sul, Zona Norte, Zona Oeste e Centro.
- Metropolitana: Niterói, São Gonçalo, Itaborái, Tanguá, Rio Bonito, Magé, Maricá e Guapimirim.
- Baixada Fluminense: Nova Iguaçu, Duque de Caxias, Xerém, Mesquita, Itaguai, Mangaratiba, Seropédica, Paracambi, Japeri, Belford Roxo, São João de Meriti, Nilopolis e Queimados.
- Região dos Lagos: Saquarema, Araruama, Iguabá Grande, Silva Jardim, São Pedro da Aldeia, Arraial do Cabo, Cabo Frio e Búzios.
- Região Norte Fluminense: Casimiro de Abreu, Rio das Ostras, São Fidelis, Macaé, Carapebus, Quissamã.
- Região Noroeste Fluminense: Itaocara, Aperibé, Cambuci e Algumas localidades de Santo Antônio de Pádua.
- Região Serrana Fluminense: Petropólis, Teresópolis, Areal, Cachoeiras de Macacu, São José do Vale do Rio Preto, Sumidouro (via repetidor de sinal municipal), Nova Friburgo, Bom Jardim, Duas Barras, Carmo, São Sebastião do Alto, Santa Maria Madalena, Macuco, Cordeiro e Cantagalo.
- Região Sul Fluminense: Volta Redonda, Barra Mansa, Piraí, Mendes, Vassouras, Paty do Alferes, Miguel Pereira, Engenheiro Paulo de Fronten, Valença, Três Rios, Comendador Levy Gasparian, Sapucaia, Quatis, Rio das Flores, Paraíba do Sul, Pinheral, Paraty, Angra dos Reis, Rio Claro, Barra do Piraí, Porto Real e Itatiaia